# 略奪愛 (映画)
『略奪愛』（りゃくだつあい）は、1991年の日本のスリラー映画。東映東京撮影所製作。黒木瞳主演・梶間俊一監督。実際に起きた事件をモデルに、一目惚れした親友の夫を奪い取るべく、一途の愛によって狂気に陥っていく女の激しい愛憎をスリリングに描く。

## あらすじ
妙子は自分の意に添わぬ結婚話で母親と激しい口論の末に家を飛び出し、高校時代の先輩・由美を頼って上京した。
妙子は由美の勤める設計事務所でインテリアデザイナーの康夫と知り合い、彼に一目惚れするが、彼は由美の婚約者であった。しかし、彼に対する愛情を押さえる事が出来ず、妙子は康夫に執拗にアプローチする。それを康夫の同僚に目撃されたことから、妙子は行方をくらませる。
それから3年後、妙子は由美と幸せな家庭を築いた康夫の前に再び現れる。康夫は以前より数段美しくなった妙子の愛欲の罠にはまっていく。だが、妙子が次第にあたかも自分の妻であるかのようにふるまっていくのに恐怖を感じていく…。

## キャスト
- 落合妙子：黒木瞳
- 水上康夫：古尾谷雅人
- 白石由美：萬田久子
- 山口博：尾美としのり
- 落合君代：小川真由美
- 白石喜久蔵：梅宮辰夫
- 斉藤勝行：長江英和
- 矢沢芳子：きゃんみゆき
- 小林絵里：西尾知香
- ウェイトレス：柾木良子

- 刑事A：須賀良
- 刑事B：高崎隆二

- 康夫の父：仲塚康介
- 康夫の母：山本緑
- 麗華：高都幸子
- モナミ：美穂由紀
- 俊恵：速水典子

- ：増田由紀夫
- ：松永久仁彦
- ：村上浩司
- ：財津吉浩
- ：吉川英資
- ：一輝
- ：岡崎かおり
- ：長谷川美佳
- ：高原あきら
- ：横山メイ子

- ：町田政則
- ：村添豊徳
- ：須藤芳雄
- ：岡田祐一
- ：里中竜豊
- ：伊藤富美也
- ：高田恵梨子

- ：白坂久美

- ：稲垣弘子
- ：笠原夕渚
- ：茂木由里子
- ：三上夏代
- ：南村奈美
- ：染谷正美
- ：馬場小有里
- ：星野陽子
- ：宮沢千絵
- ：鎌田恭江
- ：兵藤知子
- ：大内陽子
- ：武田涼子
- ：榎本郁代
- ：松尾晶代
- ：遠藤ゆみ子

- ：小山昌幸
- ：山浦栄

- ：八百原寿子
- ：小甲登枝恵

## スタッフ
- 監督：梶間俊一
- 製作：元村武、大谷晴通
- 企画：
- プロデューサー：見留多佳城、角田朝雄
- 原作：松田寛夫、梶間俊一
- 構成：斯波道男
- 脚本：松田寛夫

- 撮影：木村大作
- 美術：桑名忠之
- 照明：増川弘邦
- 録音：林鑛一
- 編集：西東清明
- 助監督：大津是
- 製作担当：山田稔

- 音楽プロデューサー：石川光
- 音楽：佐久間正英

- 撮影補佐：信坂利文
- 照明補佐：磯野正宏
- 記録：久保田民子
- 装飾：若松孝一（東京美工）

- 監督助手：鳥井邦男、久田昌、宮村敏正
- 撮影助手：田中勇二、清久素延、松本嘉通、金居明弘、古川元裕、今井孝博
- 美術助手：福澤勝広、室岡秀信、高橋洋子
- 照明助手：三上日出志、魚住俊哉、矢島俊幸、山口晴弘、杉本崇、花村浩
- 録音助手：渡辺典夫、高野泰雄、江幡美貴子
- 装飾助手：吉川康美、川口浩史、寅野剛、高久律子
- 装置：浜中一文
- 背景：松下潔
- セット付：伊藤三太
- スタイリスト：村井緑、鈴木智子
- 衣裳：大久保富美雄（東京衣裳）
- ヘア・メイク：福田高広、青井美和（アートメイク・トキ）
- 音楽事務：新井明美
- 音響効果：原尚、真道正樹
- 編集助手：大園淳二
- ネガ編集：水間正勝
- リーレコ：岡村昭治
- 方言指導：矢野泰子、小甲登枝恵
- イラスト：佐藤惟史
- 擬斗：横山稔
- 演技事務：福岡康裕
- 進行主任：榊田茂樹
- 進行助手：木村立哉、河内隆志

- 主題歌：「それでいいのね」
  - 作詞：黒木瞳
  - 作曲：和泉一弥
  - 編曲：明石昌夫
  - 歌：黒木瞳 with 近藤房之助&堤・タンチョウ・和美（株式会社アポロン）

- プロデューサー：長戸大幸

- 宣伝：荒井一弥、佐藤一也
- スチール：加藤光男

- 現像：東映化学
- 美術製作：東映美術センター

- 撮影協力：DAIKO、大井川鉄道株式会社、東海大学海洋科学博物館

- 衣裳協力：ヨーガン・レール、INTRIGUE、STUDTOV、CERCHIO、Plantation、IKUKO、WHY.CO.LTD、三崎商事株式会社、NINODANIELT、セピロシステムズ東京花愛

- 美術協力：LAPIS、株式会社上田商事、武藤工業株式会社、Bang &Olufsen、尚美堂アート株式会社、上越クリスタル硝子株式会社、富士通株式会社、デザインスタジオアルタス、KAMADESIGN、インテリアライフ、日本航空写真株式会社

- 製作協力：東映東京撮影所

- 製作：G・カンパニー、東亜興行株式会社